# Seeking Justice
Seekin Justice é um filme norte-americano de 2011, dirigido por Roger Donaldson, e estrelado por Nicolas Cage, Guy Pearce e January Jones.

## Sinopse
Depois que sua esposa é estuprada, o marido aceita os serviços de um grupo de vigilantes para ajudá-lo a acertar as contas. Então ele descobre que eles querem um "favor" dele em troca. Matar um homem. A ideologia deste grupo baseia-se no livro An Inquiry into the Origin of Our Ideas of the Sublime and the Beautiful ("Uma Investigação filosófica sobre a origem de nossas idéias do Sublime e do Belo") (1757). de Edmund Burke.

## Elenco
- Nicolas Cage .... Wil Gerard
- Jennifer Carpenter .... Trudy
- January Jones .... Laura Gerard
- Guy Pearce .... Simon/Eugene Cook
- Harold Perrineau .... Jimmy
- Xander Berkeley .... Lieutenant Durgan
- IronE Singleton .... Scar
- Cullen Moss .... Jones
- Marcus Lyle Brown .... Detetive Green

## Recepção
No agregador de críticas Rotten Tomatoes, na pontuação onde a equipe do site categoriza as opiniões da grande mídia e da mídia independente apenas como positivas ou negativas, tem um índice de aprovação de 28% calculado com base em 79 comentários dos críticos. Por comparação, com as mesmas opiniões sendo calculadas usando uma média aritmética ponderada, a nota alcançada é 4,5/10.
Em outro agregador, o Metacritic, que calcula as notas das opiniões usando somente uma média aritmética ponderada de determinados veículos de comunicação em maior parte da grande mídia, tem uma pontuação de 38/100, alcançada com base em 21 avaliações da imprensa anexadas no site, com a indicação de "revisões geralmente desfavoráveis".